# Deo-Gracias-Fresko
Das Deo-Gracias-Fresko in der Heiligen-Geist-Kirche (1326) in Wismar ist ein Fresko, das ein mathematisch-logisches Rätsel aus Buchstaben darstellt. Der lateinische Satz „Deo Gracias“ (in der mittellateinischen Schreibung „gracias“ statt „gratias“; deutsch „Dank sei Gott“) kann darauf auf insgesamt 504 Wegen gelesen werden. In der Kirche eines Hospitals lässt sich das Rätsel gleichermaßen als Lobpreisung Gottes und als Heilmittel verstehen. Die Darstellung der Lobpreisung als Rätsel und Lernhilfe für abstraktes Denken ist ungewöhnlich und daher wertvoll. Sie gilt als bislang einmalig in Deutschland.

## Entdeckung
Die 1326 geweihte Heiligen-Geist-Kirche in Wismar gehörte zum Heiligen-Geist-Hospital. Der Kirchenbau wurde von 1969 bis 1978 umfassend saniert. Bereits im 19. Jahrhundert wurden die Wände von alter Farbe befreit und neu gekalkt. Umso überraschender war daher der Fund des Freskos unter einer Kalkschicht an der Südseite der Kirche. Es ist die rechte Seitenwand im vorderen Teil der Kirche, in unmittelbarer Nähe zur Kanzel. Vor dem Wandbildnis hatte jahrhundertelang ein barocker Beichtstuhl gestanden, der es über die Zeit geschützt hatte.
Das Fresko wurde unter dem Restaurator Hans Todemann aufgefunden und anschließend in der zweiten Hälfte der 1970er-Jahre vollständig restauriert. Nach 30 Jahren traten starke Feuchtigkeitsschäden an der linken Unterseite des Gemäldes auf. 2010 wurde das Kunstwerk trockengelegt.
Eine Datierung konnte anhand des Schrifttyps und des Baujahres der Kirche eingegrenzt werden. Diese Indizien legen als Gestaltungsjahr des Freskos das Jahr der Kirchweihe nahe, anno 1326.
Aus Italien ist ein ähnliches Fresko bekannt: In der Kirche San Sebastian in Acuto befindet sich ein Deo-Gratias-Fresko über dem Altar. Es enthält keine Spiegelschrift, ist aber ansonsten gleich. Unklar ist, welches der Wandbilder älter ist.

## Gestaltung
Mit einer Größe von 150 × 115 cm hat das Fresko die Anmutung eines Wandteppichs. Die Farbgestaltung beschränkt sich auf Rot- und Schwarztöne.
Vorherrschend auf dem Fresko ist ein mathematisch-logisches Denkrätsel aus gotischen Buchstaben. Das Bild mag auf den ersten Blick verwirrend wirken. Im Zentrum steht ein schachbrettartiges Gitter mit elf Spalten und neun Reihen. In jedem der 99 Felder befindet sich ein Großbuchstabe. Die Buchstaben lassen sich zum Spruch „Deo Gracias“ zusammensetzen, einer Variante von Deo gratias. Die lateinische Aussage lässt sich mit „Dank sei Gott“, „Dank sei Gott, dem Herrn“ oder „Lasst uns Gott danksagen“ übersetzen. Die Buchstaben sind abwechselnd in Rot oder Schwarz gehalten. Auf der linken Seite sind die Majuskeln gespiegelt.
Links und rechts wird das Buchstabenfeld von zwei Figuren flankiert, links eine Frau, rechts ein Mann. Bei der Frauenfigur handelt es sich mutmaßlich um die Magistra (deutsch Meisterin) des Hospitals. Die Figur trägt ein langes, rotes Gewand und eine Haube, die wohl zum Habit der Beginenschwestern gehörte, denen die Betreuung des Armen- und Siechenhauses oblag. Der Mann hingegen trägt einen linksseitig halbgemusterten Anzug. Er ist möglicherweise der Magister, der Hofmeister des Heiligen-Geist-Hospitals. Damit hielte er die Verantwortung für Wirtschaft und Verwaltung der weitreichenden Besitzungen des Hospitals. Jede der Figuren hält ein Spruchband in den Händen, das sich seitlich des Buchstabenfeldes vertikal windet. Die darauf stehenden Sätze sind, wie das Rätsel auch, in Großbuchstaben gehalten. Die Sprache ist in sogenanntem Mönchslatein verfasst, teilweise mit Abkürzungen. Der Satz der Frau lautet „Lege si sis“ und wird übersetzt mit „Lies, wenn Du es verstehst!“ oder „Lies, wenn du kannst“. Derjenige des Manns lautet „Temte si vis“, was sich übersetzen lässt mit „Prüfe, wenn es gefällig ist“ oder „Zähle, wenn du willst.“
Oben und unten an der Malerei befindet sich eine Art breite Einfassung. Der untere Bereich dient auch als Sockel für die Figuren, wobei der Mann höher steht. Über der Frau in der Einfassung und unter dem Mann im Sockel sind Blumenornamente abgebildet. Das ganze Bild ist von einem schlichten, schmalen Rahmen aus schwarzen Linien umgeben.

## Buchstabenfeld

### Konstruktion
Beim Betrachten ist schnell zu erkennen, dass der Buchstabe D nur einmal vorkommt, in der Mitte des Feldes. In jeder der vier Ecken befindet sich der Buchstabe S. Teilt man das Feld in die Quadranten eines kartesischen Koordinatensystems auf, kommt nur in einem Quadranten kein gespiegelter Buchstabe vor. Das ist der obere, rechte (I.) Quadrant, zwischen den Zeilen 1 bis 5 und den Spalten 6 bis 11. An ihm kann man gut sehen, dass innerhalb des Quadranten die Buchstaben gleicher Art in diagonalen Reihen angeordnet sind. Zum Beispiel verläuft die Reihe der R vom 6. Feld der 1. Zeile bis zum 10. Feld der 5. Zeile.
|                                                            | 1 | 2 | 3 | 4 | 5 | 6 | 7 | 8 | 9 | 10 | 11 |
| 1                                                          | S | A | I | C | A | R | A | C | I | A  | S  |
| 2                                                          | A | I | C | A | R | G | R | A | C | I  | A  |
| 3                                                          | I | C | A | R | G | O | G | R | A | C  | I  |
| 4                                                          | C | A | R | G | O | E | O | G | R | A  | C  |
| 5                                                          | A | R | G | O | E | D | E | O | G | R  | A  |
| 6                                                          | C | A | R | G | O | E | O | G | R | A  | C  |
| 7                                                          | I | C | A | R | G | O | G | R | A | C  | I  |
| 8                                                          | A | I | C | A | R | G | R | A | C | I  | A  |
| 9                                                          | S | A | I | C | A | R | A | C | I | A  | S  |
| Auf dem Fresko gespiegelt dargestellte Buchstaben in blau. |   |   |   |   |   |   |   |   |   |    |    |

Bei der Konstruktion des Rätsels spiegelte man die Buchstaben dieses primären Teilfelds nach unten. Dadurch entsteht der spätere Inhalt im IV. Quadranten. Nun wird die vertikale Spiegelachse genutzt, um den I. und IV. Quadranten nach links zu spiegeln und damit den II. und III. Quadranten zu erhalten. Dadurch entstehen insgesamt 12 Spalten mit 10 Zeilen. Das D findet sich nun viermal im Zentrum. Damit der Buchstabe D nur einmal vorkommt, werden jetzt die überzählige, doppelte Spalte und Zeile an der horizontalen und vertikalen Spiegelachse zusammengefasst.
|                                                                     | 1 | 2 | 3 | 4 | 5 | 6 | 6 | 7 | 8 | 9 | 10 | 11 |
| 1                                                                   | S | A | I | C | A | R | R | A | C | I | A  | S  |
| 2                                                                   | A | I | C | A | R | G | G | R | A | C | I  | A  |
| 3                                                                   | I | C | A | R | G | O | O | G | R | A | C  | I  |
| 4                                                                   | C | A | R | G | O | E | E | O | G | R | A  | C  |
| 5                                                                   | A | R | G | O | E | D | D | E | O | G | R  | A  |
| 5                                                                   | A | R | G | O | E | D | D | E | O | G | R  | A  |
| 6                                                                   | C | A | R | G | O | E | E | O | G | R | A  | C  |
| 7                                                                   | I | C | A | R | G | O | O | G | R | A | C  | I  |
| 8                                                                   | A | I | C | A | R | G | G | R | A | C | I  | A  |
| 9                                                                   | S | A | I | C | A | R | R | A | C | I | A  | S  |
| horizontale und vertikale Spiegelachse. Überzählige Felder in blau. |   |   |   |   |   |   |   |   |   |   |    |    |

|   | 1             | 2             | 3             | 4             | 5             | 6            | 7            | 8            | 9            | 10           | 11           |
| 1 | II. Quadrant  | II. Quadrant  | II. Quadrant  | II. Quadrant  | II. Quadrant  | R            | A            | C            | I            | A            | S            |
| 2 | II. Quadrant  | II. Quadrant  | II. Quadrant  | II. Quadrant  | II. Quadrant  | G            | R            | A            | C            | I            | A            |
| 3 | II. Quadrant  | II. Quadrant  | II. Quadrant  | II. Quadrant  | II. Quadrant  | O            | G            | R            | A            | C            | I            |
| 4 | II. Quadrant  | II. Quadrant  | II. Quadrant  | II. Quadrant  | II. Quadrant  | E            | O            | G            | R            | A            | C            |
| 5 | II. Quadrant  | II. Quadrant  | II. Quadrant  | II. Quadrant  | II. Quadrant  | D            | E            | O            | G            | R            | A            |
| 6 | III. Quadrant | III. Quadrant | III. Quadrant | III. Quadrant | III. Quadrant | IV. Quadrant | IV. Quadrant | IV. Quadrant | IV. Quadrant | IV. Quadrant | IV. Quadrant |
| 7 | III. Quadrant | III. Quadrant | III. Quadrant | III. Quadrant | III. Quadrant | IV. Quadrant | IV. Quadrant | IV. Quadrant | IV. Quadrant | IV. Quadrant | IV. Quadrant |
| 8 | III. Quadrant | III. Quadrant | III. Quadrant | III. Quadrant | III. Quadrant | IV. Quadrant | IV. Quadrant | IV. Quadrant | IV. Quadrant | IV. Quadrant | IV. Quadrant |
| 9 | III. Quadrant | III. Quadrant | III. Quadrant | III. Quadrant | III. Quadrant | IV. Quadrant | IV. Quadrant | IV. Quadrant | IV. Quadrant | IV. Quadrant | IV. Quadrant |

### Anzahl der Lesemöglichkeiten
Bereits bei der Entdeckung in den 1970er Jahren wurde errechnet, dass der Satz „Deo Gracias“ insgesamt auf 504 Wegen gelesen werden kann. Die Ermittlung der Anzahl von Lesemöglichkeiten gelingt unter Zuhilfenahme der mathematischen Teildisziplin Kombinatorik, insbesondere des Binomialkoeffizienten {\displaystyle {\tbinom {n}{k}}}.
Bei genauerer Betrachtung der Lesewege ist zu erkennen, dass man den Quadranten nicht mehr verlassen kann, wenn man sich für einen Leseweg entschieden hat. Daher ist die Errechnung der Lesewege eines Quadranten ausreichend. Das Ergebnis lässt sich dann mit 4 zum Gesamtergebnis multiplizieren.
Jeder Leseweg geht von der Mitte aus zu einer der Ecken und stellt den kürzest möglichen Weg dar. Der Abstand zwischen diesen Punkten beträgt immer 9 Schritte und man muss genau 4 senkrechte und 5 waagerechte Schritte machen, um in der Ecke anzukommen (siehe auch: Manhattan-Metrik). 
Die Anzahl an möglichen Wegen lässt sich mithilfe eines Urnenmodells beschreiben. Da die möglichen Entscheidungen nur „senkrecht“ oder „waagerecht“, gleichbedeutend zu „nicht senkrecht“, sind, modelliert man das System als Urne mit von 1 bis 9 durchnummerierten Kugeln, von denen man 4 zieht: In dem Schritten, mit denen die gezogenen Kugeln beschriftet sind, läuft man senkrecht, sonst waagerecht. Die Frage ist daher, wie viele Möglichkeiten es gibt, vier Kugeln aus einer Urne mit neun (unterschiedlichen) Kugeln zu ziehen, wobei jede Kugel nur einmal gezogen werden kann, da man in einem Schritt nur eine Entscheidung fällen kann, und die Reihenfolge der Ziehung irrelevant ist, da es nur auf die Nummern auf den Kugeln ankommt. Die mathematische Funktion, die das angibt, ist der Binomialkoeffizient
{\displaystyle N={\binom {9}{4}}={\frac {9\cdot 8\cdot 7\cdot 6}{1\cdot 2\cdot 3\cdot 4}}=126}.
In jedem Quadranten gibt es somit 126 Möglichkeiten.
Diese Wege lassen sich gleichermaßen in allen Quadranten, in jede der vier Ecken gehen. Insgesamt ergeben sich demnach {\displaystyle 4\cdot 126=504} Möglichkeiten.

## Deutung
Im Mittelalter war der christliche Glaube von elementarer Bedeutung. Die Lobpreisung Gottes stand dabei im Vordergrund und wurde auf verschiedene Arten praktiziert. Logisch begabte Menschen widmeten sich der Lobpreisung, indem sie beispielsweise Rätsel mit christlichem Kontext gestalteten. Dabei war es wichtig, dass die Rätsel nicht allzu schwierig waren, damit sie vom Volk auch gelöst werden konnten.
Die einfachste Deutung des Deo-Gracias-Freskos besteht wohl darin, dass die vielen Lesemöglichkeiten die unendlichen Lobpreisungen Gottes symbolisieren. Auch die Kreuzform, die vom D in der Mitte ausgeht, war für die Laien des Mittelalters leicht erkennbar. Eine weitere, einfache Deutung ist diese: Der Buchstabenweg beginnt mit einer Möglichkeit (D) und endet in einer Möglichkeit (S), dazwischen lassen sich viele Wege wählen. Das steht als Sinnbild dafür, dass allein Gott am Anfang und am Ende des Lebens steht, dazwischen liegen viele unterschiedliche Lebenswege.
In der Gestaltung lassen sich Zeichnungen von Kräutern entdecken. Zum einen auf dem Podest des Mannes, dann in der Einfassung über der Frau und als Pflanzenornamente auf den Buchstaben D, O, R, C. Experten erkennen darin Heilkräuter, die damals zum Einsatz kamen. Sie bieten einen internistischen Bezug. Davon lässt sich eine medizingeschichtliche Interpretation des Freskos ableiten.
Auch ohne das Wissen um die Anzahl der Lesemöglichkeiten kann ein Betrachter über das Vertiefen in die Aufgabe ins Meditieren geraten. Das Fresko bietet mehrere Methoden, um dem Betrachter Heilung zu spenden. Zum einen ermöglicht das Verehren selbst ein erfüllendes Finden Gottes. Unterstützt durch die Symbolik der Heilpflanzen kann das Fresko als „Medikament an der Wand“ verstanden werden. Der ärztliche Ratschlag besteht darin, Doxologie, das gebetsabschließende Rühmen der Herrlichkeit Gottes, zu üben. Als nächster Weg ist die „Kraft der Mathematik“ beziehungsweise die zahlenmystische Ebene zu betrachten.

### Zahlensymbolik
Im Mittelalter war Zahlensymbolik auffallend wichtig. Rätsel mit dem System dieses Freskos sind zwar auch mit anderen Wörtern möglich, aber diese Anzahl und Auswahl von Buchstaben erlaubt besonders gute zahlensymbolische Zuordnungen.
In der Zahlensymbolik kommt den Zahlen 10 und 12 ein besonderer Stellenwert zu, weil auf ihnen Zahlensysteme basieren, das Dezimalsystem und das Duodezimalsystem. Die Zahlen 10 und 12 kamen bei der Konstruktion des Rätsels zum Tragen: Ausgangspunkt ist der Quadrant I. Klappt, beziehungsweise spiegelt man ihn 1 : 1 auf die anderen Quadranten, entsteht zunächst ein Viereck mit 10 Zeilen und 12 Spalten und 4 D in der Mitte (siehe oben Tabelle Konstruktion der Quadranten).
In der Zahlensymbolik kann man den Feldern Zahlen vergeben, zum Beispiel dem D in der Mitte die Zahl 1. Das D steht für deo, das bedeutet Gott, der Eine und es kommt 1-mal vor. Damit diese gewichtige Zahlensymbolik zwischen D und 1 zustande kommt, wurde die Konstruktion angepasst: Erst durch die Zusammenführung der Achsenreihen (siehe oben Tabelle Konstruktion der Quadranten) steht ein einziges D im Zentrum.
Die symbolträchtigen Zahlen 3 und 7 kommen in der Anzahl der Buchstaben von Deo Gracias vor: Deo hat drei Buchstaben, Gracias sieben.
Die Ziffer 9 zeigt sich im Zentrum, wo das D von 8 Buchstaben umgeben ist und so ein quadratischer Block aus 9 Buchstaben mit dem D in der Mitte gebildet wird. Das könnte als neunfache Ordnung der Engelscharen in der himmlischen Hierarchie angesehen werden. Die Quersumme der 504 möglichen Lesearten ergibt ebenfalls die Zahl 9.
Die Fläche besteht aus 9 Zeilen und 11 Spalten, also 99 Feldern. Die Zahl 99 gilt als mystische Zahl mit hoher Bedeutung. Sie war das Spezialthema des Ramon Llull (um 1232), der das orientalische Gedankengut in die mittelalterliche Theologie einbrachte. Diese orientalische Note findet sich in den gespiegelten Buchstaben auf der linken Hälfte des Freskos, die an hebräische oder arabische Schrift erinnern, die von rechts nach links läuft. Im Islam gibt es 99 Gottesnamen. Im christlichen Matthäus- und Lukasevangelium kommt die 99 ebenfalls vor. Der gesamte Spruch „Deo Gracias“ besteht überdies aus 10 Buchstaben mit 9 Buchstabenarten, was als Produktwert 90 ergibt.